# 패트릭 플러거
패트릭 플루거(Patrick Flueger, 영어 발음: /ˈfluːɡər/, 1983년 12월 10일 ~ )는 미국의 배우이다. CBS 드라마 《The 4400》(2004-07)의 숀 패럴 역으로 잘 알려져 있다.

## 출연 작품

### 영화
- 프린세스 다이어리 (2001)
- 세상에서 가장 빠른 인디언 (2005)
- 브라더스 (2009) - 조 윌리스 역
- 마더스 데이 (2010)
- 풋루즈 (2011)
- 숨바꼭질 (2017)

### 텔레비전
- The 4400 (2004-07)
- 시카고 파이어 (2014-현재)
- 시카고 PD (2014-현재)
- 시카고 메드 (2019)